# فيدل إدواردز
فيدل إدواردز (6 فبراير 1982 في باربادوس - ) (بالإنجليزية: Fidel Edwards) هو لاعب كريكت باربادوسي. شارك مع منتخب الهند الغربية للكريكت ومنتخب باربادوس الوطني للكريكت. أما مع النوادي، فقد لعب مع Deccan Chargers ‏ وراجستان رويالز وRangpur Riders ‏ ونادي مقاطعة هامبشاير للكريكت ‏ وSydney Thunder ‏.

## وصلات خارجية
- فيدل إدواردز على موقع إي آس بي آن كريك إنفو (الإنجليزية)